# 亚历杭德罗·巴尔韦德
亚历杭德罗·巴尔韦德（西班牙語：Alejandro Valverde，1980年4月25日—），西班牙男子自行车运动员，2003年世界公路自行车锦标赛男子公路赛银牌得主、2005年世界公路自行车锦标赛男子公路赛银牌得主、2006年世界公路自行车锦标赛男子公路赛铜牌得主、2012年世界公路自行车锦标赛男子公路赛铜牌得主、2013年世界公路自行车锦标赛男子公路赛铜牌得主、2014年世界公路自行车锦标赛男子公路赛铜牌得主、2018年世界公路自行车锦标赛男子公路赛金牌得主。